# Gaspare Nadi
Gaspare Nadi (Bologna, 2 novembre 1418 – Bologna, 9 gennaio 1504) è stato uno storico e costruttore italiano.

## Biografia
Nel 1450 entrò nella compagnia dei muratori di Prato, ma già nel 1452 rientrò a Bologna, ove iniziò a scrivere un Diario di argomento artistico.
Fu massaro dei muratori bolognesi e ne fu anche revisore. Divenne celebre come costruttore della cappella degli Angeli a Chiesa dei Santi Vitale e Agricola (Bologna) e come restauratore della chiesa di Ronzano. Fece parte di varie confraternite cittadine.
Viene talvolta citato come architetto, ma non si ha notizia di opere architettoniche di rilievo da lui progettate.